# Культура в Торонто
Торонто — найбільше та одне з найкультурніших міст Канади; численні іммігранти зробили свій внесок у культурне розмаїття міста, що принесли свої традиції, мови та музику. Торонто — місто музеїв, театрів, фестивалів та спортивних змагань.

## Мистецтво та міські виставки
«Королівський музей Онтаріо» — це найбільший та найпопулярніший мистецький, культурний та природно-історичний музей в Канаді. Разом з найбільшою у Північній Америці «Художньою галереєю Онтаріо» (що відома під абревіатурою AGO), вони відомі на весь світ.
Також Торонто — місто, де розташовано багато інших відомих музеїв та галерей, до числа яких входять музей Гардінера, Музей взуття Бата, Музей дизайну (Design Exchange), Музей мистецтва інуїтів, Музей сучасного мистецтва Канади, Історичний музей «Форт Йорк», центр «ТІФ Бел Лайтбокс»(TIFF Bell Lightbox), Канадський музей авіації і космосу, Музей історії Канадської Телерадіомовної Корпорації, Зала слави хокею, Локомотивне депо «Джон Стріт», Інститут Сучасної Культури, Галерея з колекцією інуїтського мистецтва в центрі «Торонто-Домініон», Канадський музей текстилю, Культурний центр «Гарборфронт» з різноманітними виставами, Галерея Адама Ламберта, Науковий центр Онтаріо та Музей Аґа-Хана (Aga Khan). Є також і інші музеї, створені для надання інформації про англо-американську війну 1812 року та загальну історію і етнографію міста та провінції Онтаріо, як, наприклад, «Парламент Інтерпретів Центр», що підпорядковується агентству Міністерства туризму й культури Онтаріо «Онатаріо Герітейдж Траст».
Відомі художні вистави та колекції видатних витворів мистецтва, як правило, зосереджені у великих міських установах, таких як Коледж мистецтв і дизайну Онтаріо, Мистецький центр Університету Торонто, Галерея Райерсона (також відома як дослідницький центр) і Художня галерея Йоркського університету. Окрім того, місто має свої власні історичні музеї — замкову садибу Каса Лома та будинок-музей Спедіне. Також може вразити місце — мережа провулків навколо Квін Стріт та проспектом Спедіне,-яке називають Алеєю Графіті через кілометри малюнків-графіті, що можна побачити там.
Уряди Торонто та Онтаріо мають також збірки важливих архівних матеріалів, історичних артефактів, документів та значущих витворів мистецтва. Архіви міста Торонто, як і архіви самого Онтаріо, розміщені в окремих будівлях, але можуть бути доступні для громадського перегляду. У довідковій бібліотеці Торонто також зберігаються історичні документи з усіх куточків світу та організовуються різноманітні виставки. Торонто має найбільшу мережу публічних бібліотек у світі.
Деякі відомі художники, які народилися в Торонто: Том Томсон та група канадських художників-пейзажистів під назвою «Група Сімох», Дуглас Коупленд, Шері Бойл, група з трьох художників, які назвали себе «Дженерал Айдіа» і Френк Гері.
Існує також багато галерей для прихильників сучасного мистецтва: арт- простір «Павер Плент», Музей дизайну, Музей сучасного мистецтва Канади, Галерея у найвищому хмарочосі Канади «Фьорст Кенедіан Плейс» та велика кількість приватних галерей в районах Йорквіл, Дістілері, Квін Стріт Вест, Джанкшн та інших місцях. Нью Бланш (Nuit Blanche) Торонто (що також перекладається як Білі ночі)- це безкоштовне свято сучасного мистецтва, яке включає в себе громадські художні комісії, різноманітні виставки протягом всієї ночі, живі виступи та розважальні програми по всьому місту. Інший фестиваль — «Люмінато»- це схожий щорічний захід, який проводиться протягом десяти днів на початку червня.
Під час травневого Дня відкритих дверей в Торонто, що проводиться кожен рік, понад 140 будівель архітектурного, історичного або культурного значення відкриті для громадського відвідування для святкування по всьому місту. Щорічний міжнародний художній ярмарок в Торонто демонструє сучасне багатопрофільне мистецтво, акцентуючи увагу на останні події з усього світу. Інший щорічний благодійний мистецький фестиваль — «Квін Вест Арт Кроул» (Queen West Art Crawl) — проводиться на західній Квін-стріт по вихідним. Художня виставка під відкритим небом в Торонто — ще один щорічний захід вихідного дня, який проводиться на площі Натана Філліпса і збирає понад 500 художників і ремісників з Онтаріо і Квебеку. А в холі будинку мерії Торонто можна побачити велику кількість різноманітних як традиційних, так і сучасних витворів мистецтва. Мистецтво також можна помітити в системі метро Торонто, особливо на лінії Шеппарда і станціях на північ від Блур-стріт, а також в аеропорту Пірсон. Громадське мистецтво таскульпьур скульвітає туристів та громадян національним та міжнародним творчим здобутком.
В місті є достатня кількість художніх та архітектурних виставок, відкритих для громадського відвідування, на яких представлені твори таких митців, як Генрі Мур, Річард Серра, Сол ЛеВіт, Менаше Кадішман, Дуглас Коупленд, Бернард Шоттландер, Жауме Пленса, Ровен Гіллеспі, Вільям МакЕлчерен, Джо Фафард та традиційне мистецтво Інуїтів. Сад скульптур Торонто з його тимчасовими виставками просто неба — одне з міст їх проведення. А в Театрі імені принцеси Уельської зберігається найбільша робота американського художника Франка Стелла розміром у 10000 квадратних футів (близько 930 квадратних метрів).
Виставковий комплекс у районі Торонто під назвою «Ексгібішн Плейс» — місце проведення Національної Канадської виставки — щорічного заходу просто неба — та Канадського міжнародного повітряного шоу. Ще одне популярне місце — прибережний парк розваг «Онтаріо Плейс».
Яскравими місцями-сховищами перлин образотворчого мистецтва є декілька кооперативів, заснованих художниками, які регулярно проводять виставки сучасного мистецтва.
АртсСін(ArtsScene) — спільнота, заснована альянсом банків та страхових компаній «Бізнес для мистецтва», спрямована на заохочення молодих бізнесменів робити вклад у мистецтво. Вона проводить щомісячні заходи у різних мистецьких організаціях, збирає волонтерські ради та членів комітетів в різноманітних організаціях мистецтва та здобутків Канади, а також підтримує власний вебсайт для з'єднання потенційних волонтерів з цими організаціями.
Індустрія моди Торонто, в свою чергу, сфокусована, як правило, в районах Квін Вест, Кінг Вест та Йорквіл. В місті проходять тижні моди, серед яких нещодавня «Роуг Фешн Вік» для дизайнерів, котрі не мали змогу продемонструвати свої колекції під час офіційного фестивалю. Можна також виділити інший фестиваль з цієї тематики — фестиваль Модного Кіно.
В Торонто проводиться найбільша кількість кінофестивалів у світі. Найвідоміший з них — Міжнародний кінофестиваль Торонто, котрий у 2010 році відкрив нові культурні центри під назвою «Тіфф Бел Лайтбокс», де є кінотеатри (що демонструють багато Канадських, міжнародних, арт-хаусних фільмів та ін.), ресторани та арт-простіри для виставок та галерей. В Торонто також проводиться щорічний Фестиваль документального кіно «Хот Докс», Фестиваль кіно та відео на ЛГБТ тематику «Інсайд Аут», Міжнародний кінофестиваль «РілхАРТ», Кінофестиваль «Афтер Дарк», Міжнародний азіатський фестиваль кіно та кіноплівки в, Кінофестиваль «Вайлдсаунд», також в Торонто знаходиться Канадське державне управління кінематографу.

### Театральне мистецтво
Торонто — це місце народження найактивнішого англомовного театру Канади. Ось що про нього стверджує канадський актор, драматург та театральний критик Девід Гарднер: «З більш ніж 168 некомерційних компаній та безліччю незалежних комерційних підприємств Торонто став третім за величиною центром світового англомовного театру, поступаючись лише Лондону та Нью-Йорку».
Театральна компанія «Соулпеппер» регулярно ставить вистави за класичними творами Ібсена, Чехова та Шекспіра, а Театральна компанія Канади — за творами «Ширлі Валентайн», «Франкенштейн» та «Це прекрасне життя» на сценах театрів Торонто. Такі вистави, як "Операція «Кіндегартен» та «Вівторки з Моррі» можна побачити в Єврейському театрі Гарольда Гріна, а Театр Таррагону не тільки організовує театральні вистави за творами таких письменників, як Стріндберг та Чехов, але й підтримує творчий розвиток нових сучасних авторів, чиї п'єси і демонструє світові.
В Торонто виникло й декілька Бродвейських хітів (наприклад, відродження у 1993 році мюзиклу «Шоу Бот» (Show Boat) та «Регтайм» (Ragtime)). Відомі простіри для проведення театральних вистав — Історичний театр Еда Мірвіша (також відомий як театр «Пантаджес»), театри Елгін (Elgin) та Зимовий сад, Театр імені принцеси Уельської, Королівський театр «Александра», Театр «Пур Алекс» (Poor Alex) та Центр Гарборфронт . Такі заклади, як Театр «Факторі» та Театр «Пассе Мураль» (Passe Muraille) націлені на формування традиційного «Канадських театру». Саме ці заклади показали світу таких талановитих місцевих артистів, як Джордж Ф. Вокер, Майкл Хілі та Енн-Мері МакДональд.
Декілька інших популярних місць — Центр театрального мистецтва Сент-Лоуренс, Центр театрального мистецтва молоді, Театр юного глядача, Оперний театр «Імперіал Оіл» та Королівська музична консерваторія.
До музичних центрів Торонто відносяться Рой-Томсон-Холл– місто розташування Симфонічного Оркестру Торонто (СОТ); Центр мистецтв Торонто в районі Норт-Йоркт, центр театрального мистецтва «Соні» (раніше — Центр «Хамінгбірд») та Мессі-Хол. Канадська Опера — головна оперна трупа Канади — побудувала перший в країні спеціальний оперний театр під назвою «Чотири пори року» (Four Seasons Centre), який був відкритий у 2006 році. А національна балетна трупа Канади, котра в минулому ділила з ними сцену центру «Соні», також переїхала у новий центр виконавського мистецтва. Торонто також є домом для відновленого Дитячого хору.
В Місті також проходить щорічний фестиваль Студентського кіномистецтва, на якому безкоштовно демонструються невеликі кінострічки, зняті студентами від 12 до 18 років. Заявки для участі у фестивалі приймаються з усіх куточків світу.
Музичний сад Торонто, чий дизайн розроблявся спільно з американським віолончелістом Йо-Йо-Ма, також відкриває свої двері для відвідувачів, котрі хочуть насолодитися виступами оркестрів протягом всього літа.
Звукозаписна індустрія Канади також не оминула Торонто. В місті почали свій творчий шлях багато Канадських поп, рок та хіп-хоп музикантів. Живі музичні виступи, як правило, можна почути в так званому «Розважальному районі» на вулиці Кінг-Стріт-Вест, хоча й інші райони також мають різноманітні музичні заклади. Серед них концертна зала «Лі'с Пелес» (Lee's Palace), Оперний театр, місце проведення концертів "Таверна «Підкова» (The Horseshoe Tavern), Театр «Мод Клаб», нічний клуб та концертний простір «Фенікс», комплекс з клубів «Гувермент» (The Guvernment) та «Кул Хауз» (Kool Haus), а великі концертні тури, зазвичай, проводяться на більших площах, як комплекс «Ейр Канада Центр», Мистецький центр «Соні», стадіон «Роджерс Центр» та Амфітеатр «Молсон» в парку Онтаріо.

### Туристичні заходи
Культова пам'ятка Торонто — телекомунікаційна вежа Сі-Ен-Тауер. Індустрія туризму ще не повністю оговталася після епідемії тяжкого гострого респіраторного синдрому (ТГРС), в той час, як сильний Канадський долар та посилення Канадського митного контролю через загальну одержимість внутрішньою безпекою в США обернулося зменшенням Американських туристів та, навпаки, збільшенням відвідування країни заморськими мандрівниками.
Протягом цілого року Торонто організовує велику кількість найрізноманітніших заходів. У вересні Голлівудські актори, режисери та продюсери приїжджають у місто на Міжнародний кінофестиваль Торонто, який може з легкістю конкурувати з такими всесвітньо відомими заходами, як Каннський, Венеційський та «Санденс» кінофестивалі.
«Люмінато» (Luminato) — це щорічний десятиденний червневий фестиваль музики та культури, у якому беруть участь більше тисячі місцевих та міжнародних акторів театру, танцівників, музикантів, художників, літературних авторів та представників кіномистецтва. У липні туристів та жителів міста вітає найбільший Карибський фестиваль Північної Америки — «Карібана» (Caribana), що збирає більше мільйону учасників на концертах, запроваджує їх смачною їжею, дає змогу подивитися та взяти участь у змаганні між музичними групами («Король та Королева групи») та популярному параді «Карібана». Спільне для всіх жителів Онтаріо свято — День полковника Джона Бая в Оттаві, День політика Пітера Робінсона в місті Пітерборо та День Сімко в Торонто і більшій частині Онтаріо — назване на честь першого лейтенанта-губернатора Верхньої Канади (зараз — Онтаріо) Джона Грейвза Сімка.
А в останній тиждень червня в Торонто проходить «Прайд Торонто», де представники ЛГБТ-спільноти збираються разом для святкування різноманіття та свободи сексуальної та гендерної самоідентифікації. Тиждень відзначається Парадом Гордості і Дайк-Маршем з іншими різними про-ЛГБТ-заходами, які легко конкурують з аналогічними святкуваннями ЛГБТ-прайду в Монреалі, Сан-Франциско, Сіднеї та Сан-Паулу.

### Кулінарія
Вільна та багатонаціональна атмосфера Торонто знаходить своє відображення у кухні міста, де представлена величезна кількість кулінарних стилів. Місто демонструє своє етнічне різноманіття у величезній кількості кулінарних фестивалів:
• «Самерлішес» (Summerlicious) та «Вінтерлішес» (Winterlicious) — два кулінарні фестивалі, на яких представлена найрізноманітніша кухня, що проводяться по всьому місту.
• «Тейст оф Денфорс» (Taste of Danforth) — фестиваль Грецької кухні
• «Корсо Італія» (Corso Italia) — фестиваль Італійської кухні
• «Чайнатаун Торонто» (Toronto Chinatown) — фестиваль Китайської кухні
• «Ріб Фест» (Rib Fest) — в районах Етобіко та Скарборо
• «Тейст оф Лоуренс» (Taste of Lawrence) — з Карибською та Ліванською кухнею
• Пивний фестиваль Торонто
• Фестиваль вина «Санте Вайн» (Sante Wine)
• «Сальса он Сейнт Клер» (Salsa on St. Clair) — фестиваль Латиноамериканської кухні
• Фестиваль Південної Азії — з кухнями Бангладешу, Індії, Пакистану та Шрі-Ланки

### Райони
Торонто позиціонує себе як «місто районів» через їх велику кількість та енергію. В межах міста є більше ніж 240 окремих районів; житлові райони помітно контрастують з діловими частинами міста та їхніми хмарочосами. Населені будівлі Вікторіанських та Едвардіанських часів можна знайти в таких територіальних анклавах, як Роуздейл, Форест Хіл, Кебіджтаун, Еннекс, Брайдл Пет та Мур Парк.
До 1998 року Торнто був набагато меншим муніципалітетом та був частиною регіонального округу Метрополітан Торонто. Коли місто об'єдналося того року, місто Торонто зібрало в собі округи Йорк, Іст Йорк, Норт Йорк, Етобіко та Скарборо. Кожен з цих округів в минулому зберіг свою назву і формує зараз окремий район. Ділянка, котру звали Торонто ще до об'єднання іноді зветься Центральний район, або просто «Центр».
«Старе» місто Торонто — це його бізнес-центр та, на цей час, найбільш густонаселена частина. Передмістя «внутрішнього кільця» — Йорк та Іст Йорк — старші та етнічно різноманітні райони середнього рівню заробітку. Забудовані вони, в основному, старими довоєнними односімейними будинками, будинками блокованого типу (тобто однотипними однаковими будівлями в один ряд), що представляють собою унікальні Торонтські будинки стилю «бей-енд-гейбл» (bay-and-gable)– з екерними вікнами та щипцем, — та повоєнними багатоповерхівками. Багато районів в цій місцевості були зведені як пригородні трамвайні лінії та містять багатофункціональні та густонаселені вулиці. У них є багато спільного зі «старим» містом, що знаходиться за межами центру. Передмістя «зовнішнього кільця» — Етобіко, Скарборо та Норт Йорк — більш провінціальні, але, попри це, розвивають власні міські центри, як, наприклад, Норт Йорк Центр навколо площі Мела Ластмана.

### Додаткові посилання
- The Toronto Sounds Good Podcast A musical anthology of Toronto
- Imagining Toronto A catalogue of Toronto fiction, poetry, non-fiction, memoir, and critical works on Toronto literature
- International Festival of Authors Annual seasonal program
- International Readings at Harbourfront Centre
- Toronto, Dance! Online community for dancers in Toronto
- Unknown Toronto A journal of little known facts about Toronto, including arts and culture